# Vega de Valdetronco
Vega de Valdetronco é um município da Espanha na província de Valladolid, comunidade autónoma de Castela e Leão, de área 17,48 km² com população de 147 habitantes (2007) e densidade populacional de 9,27 hab/km².

## Demografia
| Variação demográfica do município entre 1991 e 2004 | Variação demográfica do município entre 1991 e 2004 | Variação demográfica do município entre 1991 e 2004 | Variação demográfica do município entre 1991 e 2004 |
| --------------------------------------------------- | --------------------------------------------------- | --------------------------------------------------- | --------------------------------------------------- |
| 1991                                                | 1996                                                | 2001                                                | 2004                                                |
| 212                                                 | 199                                                 | 173                                                 | 162                                                 |